# Le Pré-d'Auge
Le Pré-d'Auge és un municipi francès situat al departament de Calvados i a la regió de Normandia. L'any 2007 tenia 841 habitants.

## Demografia

### Població
El 2007 la població de fet de Le Pré-d'Auge era de 841 persones. Hi havia 288 famílies de les quals 53 eren unipersonals (33 homes vivint sols i 20 dones vivint soles), 85 parelles sense fills, 142 parelles amb fills i 8 famílies monoparentals amb fills.
La població ha evolucionat segons el següent gràfic:
Habitants censats

### Habitatges
El 2007 hi havia 330 habitatges, 290 eren l'habitatge principal de la família, 27 eren segones residències i 13 estaven desocupats. Tots els 328 habitatges eren cases. Dels 290 habitatges principals, 227 estaven ocupats pels seus propietaris, 56 estaven llogats i ocupats pels llogaters i 7 estaven cedits a títol gratuït; 1 tenia una cambra, 8 en tenien dues, 25 en tenien tres, 87 en tenien quatre i 168 en tenien cinc o més. 247 habitatges disposaven pel capbaix d'una plaça de pàrquing. A 109 habitatges hi havia un automòbil i a 166 n'hi havia dos o més.

### Piràmide de població
La piràmide de població per edats i sexe el 2009 era:
| Homes | Edats   | Dones |
| ----- | ------- | ----- |
| 0     | 95 o +  | 0     |
| 0     | 90 a 94 | 0     |
| 0     | 85 a 89 | 4     |
| 0     | 80 a 84 | 0     |
| 8     | 75 a 79 | 16    |
| 12    | 70 a 74 | 12    |
| 8     | 65 a 69 | 8     |
| 20    | 60 a 64 | 20    |
| 12    | 55 a 59 | 20    |
| 12    | 50 a 54 | 36    |
| 24    | 45 a 49 | 20    |
| 64    | 40 a 44 | 36    |
| 16    | 35 a 39 | 20    |
| 32    | 30 a 34 | 28    |
| 8     | 25 a 29 | 4     |
| 28    | 20 a 24 | 16    |
| 44    | 15 a 19 | 44    |
| 20    | 10 a 14 | 32    |
| 44    | 5 a 9   | 24    |
| 16    | 0 a 4   | 8     |

## Economia
El 2007 la població en edat de treballar era de 552 persones, 419 eren actives i 133 eren inactives. De les 419 persones actives 377 estaven ocupades (215 homes i 162 dones) i 42 estaven aturades (21 homes i 21 dones). De les 133 persones inactives 40 estaven jubilades, 54 estaven estudiant i 39 estaven classificades com a «altres inactius».

### Ingressos
El 2009 a Le Pré-d'Auge hi havia 292 unitats fiscals que integraven 838 persones, la mediana anual d'ingressos fiscals per persona era de 18.554 €.

### Activitats econòmiques
Dels 24 establiments que hi havia el 2007, 2 eren d'empreses extractives, 3 d'empreses de fabricació d'altres productes industrials, 7 d'empreses de construcció, 4 d'empreses de comerç i reparació d'automòbils, 1 d'una empresa de transport, 3 d'empreses d'hostatgeria i restauració, 1 d'una empresa de serveis, 1 d'una entitat de l'administració pública i 2 d'empreses classificades com a «altres activitats de serveis».
Dels 11 establiments de servei als particulars que hi havia el 2009, 1 era una funerària, 2 tallers de reparació d'automòbils i de material agrícola, 1 paleta, 1 guixaire pintor, 3 fusteries, 1 lampisteria i 2 restaurants.
L'únic establiment comercial que hi havia el 2009 era una botiga d'equipament de la llar.
L'any 2000 a Le Pré-d'Auge hi havia 24 explotacions agrícoles que ocupaven un total de 870 hectàrees.

## Poblacions més properes
El següent diagrama mostra les poblacions més properes.